# Pterygoplichthys pardalis
Pterygoplichthys pardalis (лат.) — вид лучепёрых рыб из семейства кольчужных сомов, обитающий в Южной Америке.

## Описание

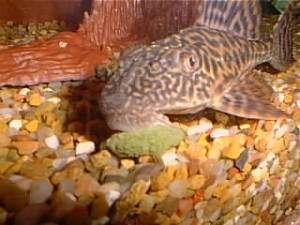

Общая длина достигает 42,3 см. Голова достаточно крупная, рыло немного вытянуто. По бокам проходят увеличенные костные пластинки. Глаза небольшие, расположены в верхней части головы. Рот наклонен книзу, представляет собой своеобразную присоску. Туловище коренастое, покрыто костными пластинками. Спинной плавник большой и длинный с 11-13 мягкими и 1 жёстким лучами. Жировой плавник маленький. Грудные плавники большие и длинные, треугольной формы. Брюшные плавники короче грудных, но шире или такого-же размера. Анальный плавник маленький. Хвостовой плавник вытянутый, с большой выемкой.
Окраска коричневая либо тёмно-серая с чёрными пятнами разных размеров. Существуют альбиносы.

## Образ жизни
Это донная рыба. Встречается в реках с медленным течением и гравийно-песчаным грунтом. Является территориальной рыбой. Чрезвычайно вынослива, хорошо приспосабливается к ухудшению окружающей среды. Днём прячется среди коряг и камней, активна ночью. Питается водорослями и мелкими ракообразными.
Продолжительность жизни составляет 20 лет.

## Распространение
Широко распространена в бассейне реки Амазонка.

## Галерея

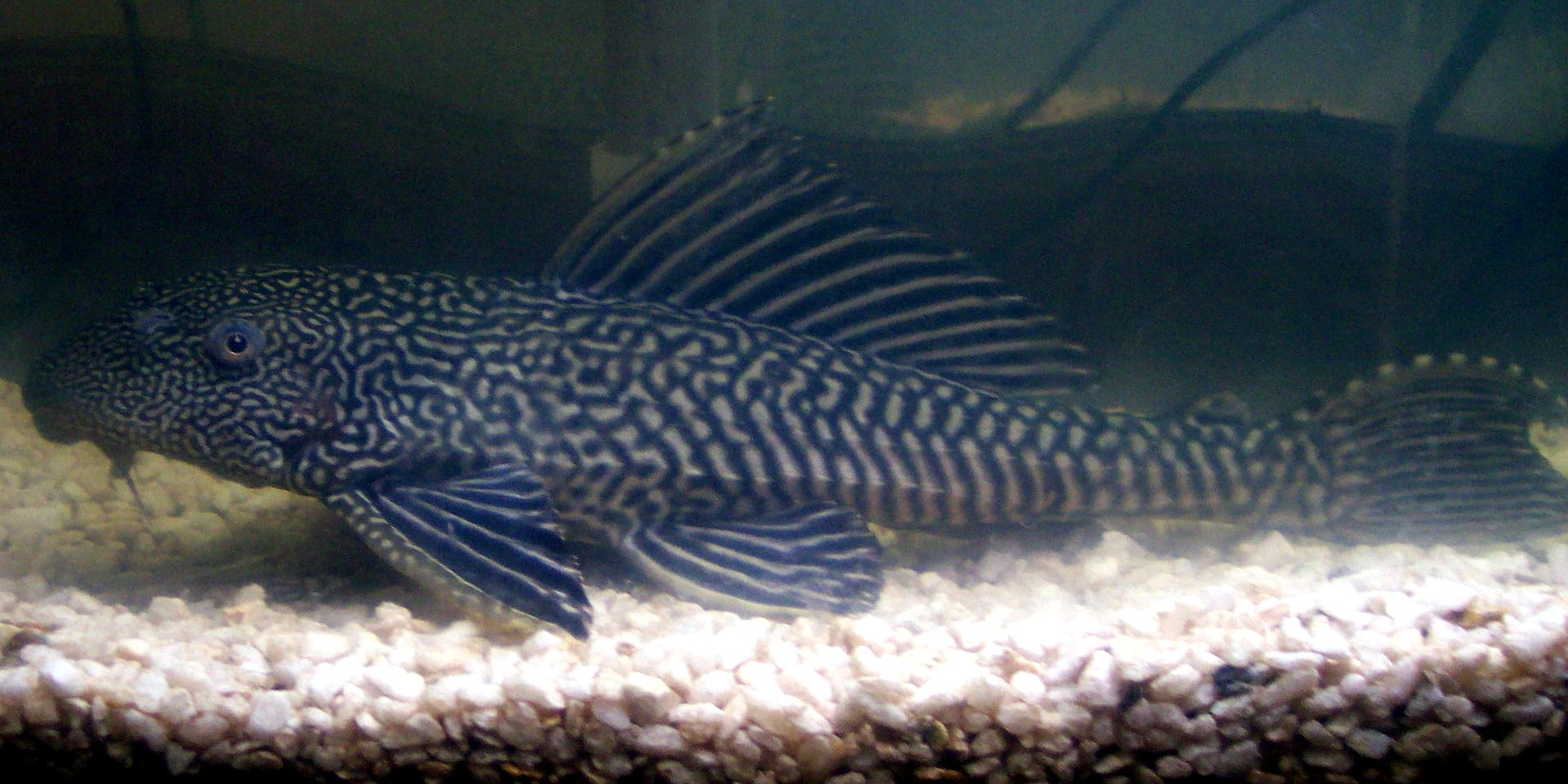
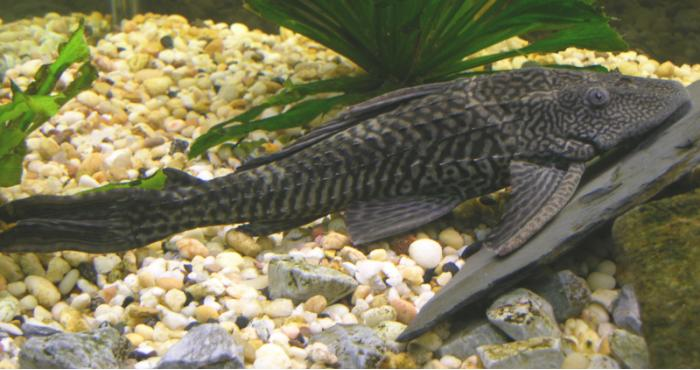
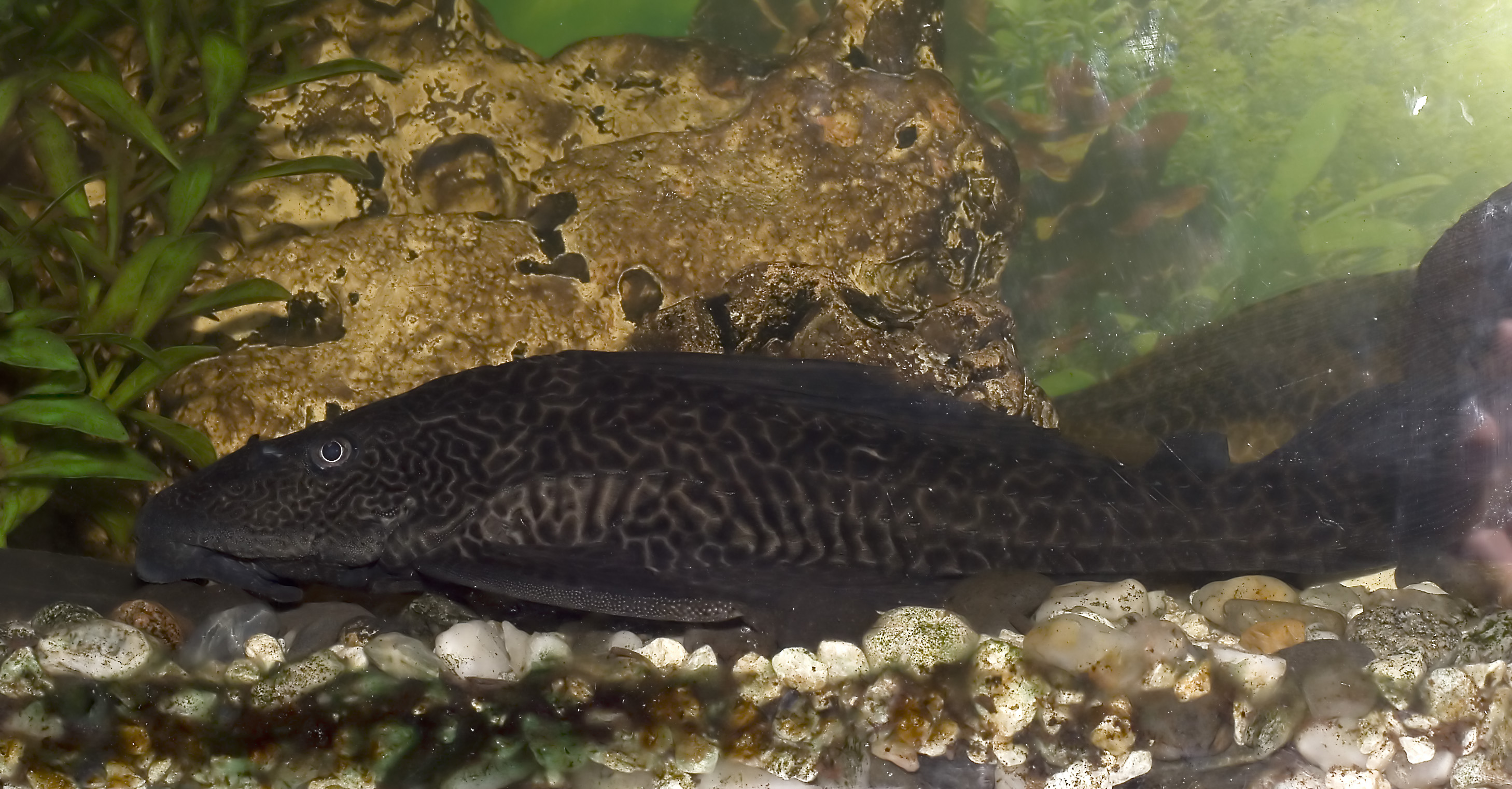
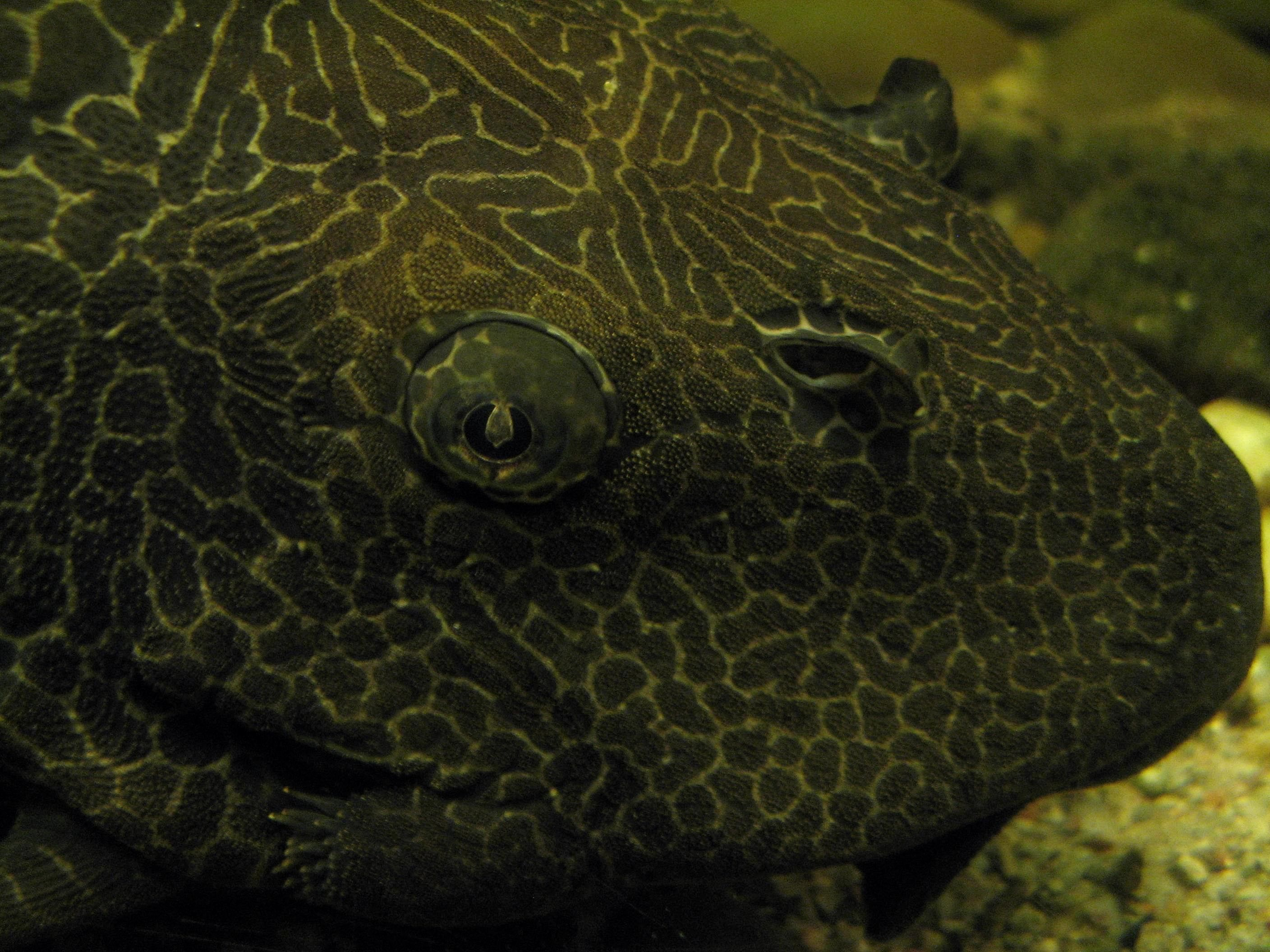